# Lessiveuse
Ne doit pas être confondu avec lavandière, qui était le métier des femmes qui lavaient le linge au lavoir.
Pour l'appareil électroménager, voir Lave-linge.

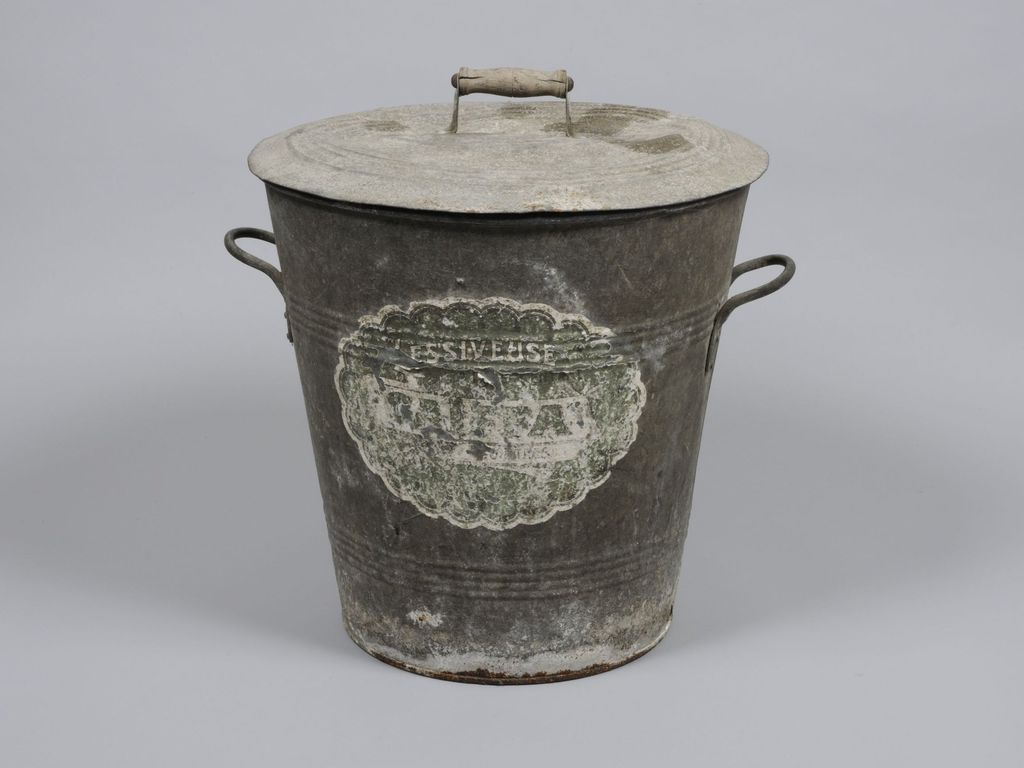
Lessiveuse Au planteur de Caïffa, Collection Musées départementaux de la Haute-Saône.

Une lessiveuse est un grand récipient légèrement conique, en acier galvanisé, qui sert à faire bouillir le linge.

## Histoire
L'inventeur de la lessiveuse s'appelle François Proust né au logis de La Payre, à Teillé dans les Deux-Sèvres (brevet de 1856) . Il fabrique ses lessiveuses dans un atelier à Paris et les expose pour la première fois lors de l'Exposition universelle de Paris de 1889.
La lessiveuse est commercialisée en 1870 mais surtout après 1880,. Elle est considérée à l'époque comme l'ultime progrès en matière de lessive domestique. Elle se répand en milieu rural à partir de 1900 pour s'y généraliser après la Première Guerre mondiale. La lessiveuse remplace la lessive traditionnelle, appelée buée, qui se faisait dans des cuviers en terre ou des baquets en bois. Son usage décline après le développement des machines à laver à manivelles dans les années 1910, puis électriques vers 1960 en France.

## Usage
La lessiveuse faisait souvent partie des cadeaux offerts lors de mariages ; son usage figurait aussi dans bon nombre de livres d'enseignement ménager jusque dans les années 1940.

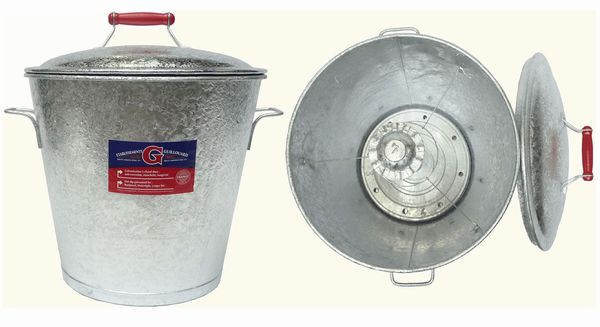
Une lessiveuse du XXIe siècle.

Au XXIe siècle, sorties de l'usage, elles restent néanmoins utiles pour laver les linges très sales, gras ou imprégnés de produits comme les pesticides. Pour certaines professions (garagiste, agriculteur, etc.), il peut être utile de laver, ou de pré-laver séparément les vêtements de travail sans encrasser la machine à laver familiale.[réf. nécessaire]

### Modèles
La lessiveuse haute était la plus fréquente (plus haute que large), mais il existait aussi des lessiveuses basses (moins hautes que larges). Cinq tailles étaient fabriquées, de capacité 28 à 87 litres.

## Fonctionnement

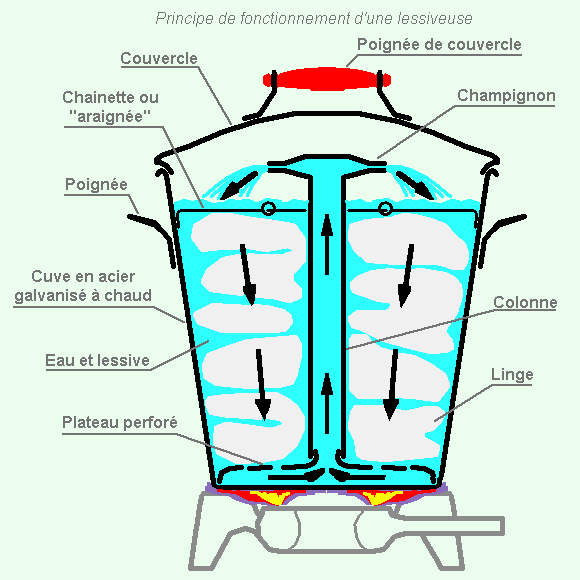
Principe de fonctionnement.

La lessiveuse a pour origine un cuvier à projection, où la lessive bouillante est mise en mouvement par la pression de vapeur d'une ébullition dite simple, mis au point au début du XIXe siècle par Widmer pour les toiles de la manufacture de Jouy,.  
L'eau est portée à ébullition par un fourneau ou un foyer, sur lequel repose la lessiveuse.   

Le linge sale est disposé dans la cuve de la lessiveuse autour d'un tube central creux, appelé cheminée ou colonne, terminé par un capuchon percé de trous, le champignon.    

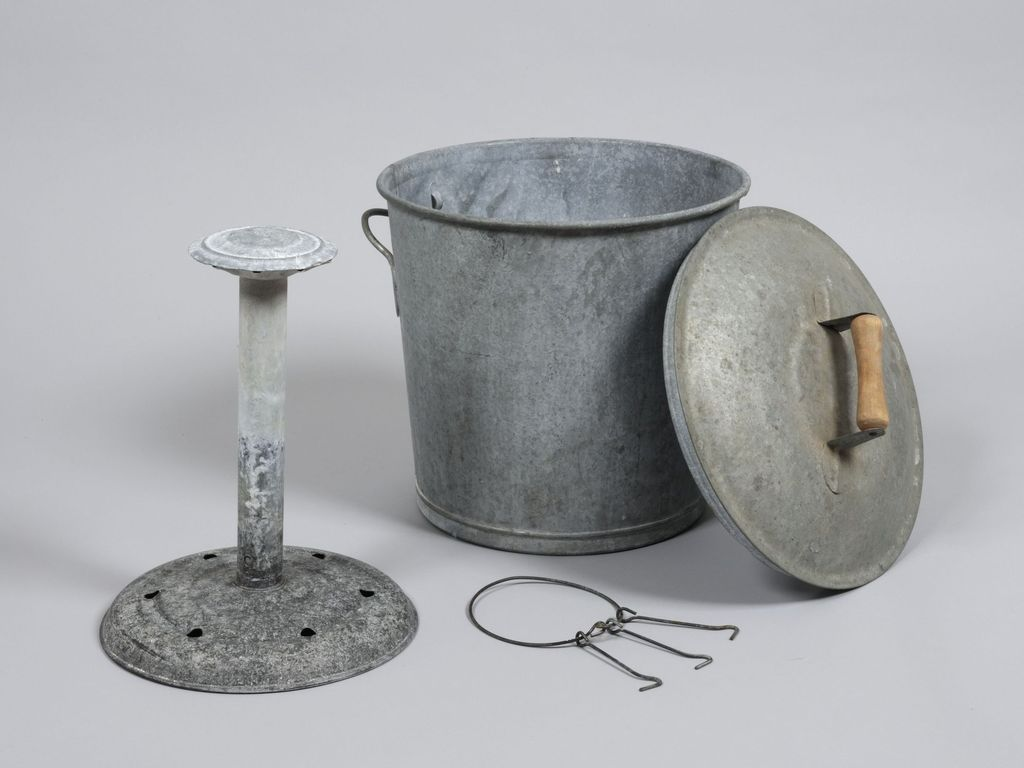
Différents éléments d'une lessiveuse. Collection Musées départementaux de la Haute-Saône.

Au fond de la lessiveuse se trouve un double-fond ou plateau perforé. L'eau bouillante remonte depuis le double fond dans la cheminée jusqu'au champignon, poussée par la vapeur produite par l'ébullition. Le champignon percé d'orifices arrose toute la surface du linge d'eau bouillante et de lessive (solution alcaline). L'eau redescend en traversant le linge et retombe au fond pour remonter à nouveau.
Un disque grillagé ou un anneau muni de quelques crochets  (chainette ou « araignée ») est fixé au-dessus du linge pour empêcher le champignon de se soulever lors de l'ébullition. 
Après une heure et demie à deux heures d'ébullition, le linge est blanchi et stérilisé,.  
Une fois bouilli, le linge est relativement propre et brûlant. Il est alors retiré de la lessiveuse avec un gros bâton, car il est trop chaud pour les mains. 

### Disposition du linge
Dans la lessiveuse, on disposait d'abord au fond le gros linge comme les draps, puis le linge plus fin comme les chemises et le linge de corps pour finir dans la partie supérieure avec le linge fin,. On verse sur l'ensemble plusieurs litres d'eau bouillante, avant de couvrir le tout hermétiquement et de placer la lessiveuse sur le foyer. 

### Agents lessiviels
Jusqu'à la fin du XIXe siècle, la femme lavait le linge à la cendre. La lessive n'existait pas encore. Au début du XXe siècle sont employées les premières poudres à laver, les cristaux de soude, les boules bleues, le savon. Les détergents de synthèse ne feront leur apparition que bien plus tard en 1952. 

### Étapes ultérieures

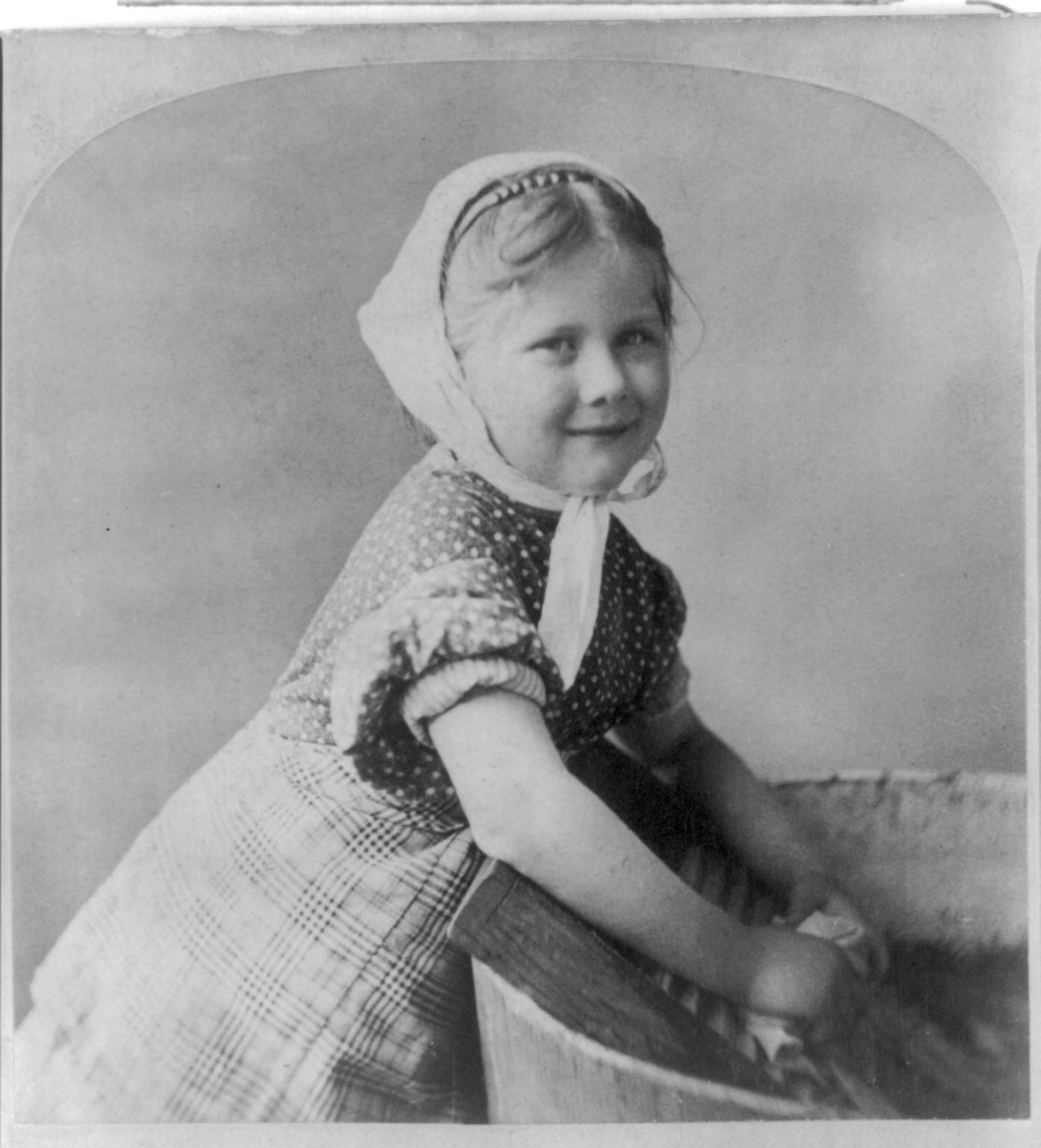
Après passage dans la lessiveuse, le linge est brossé et frotté.

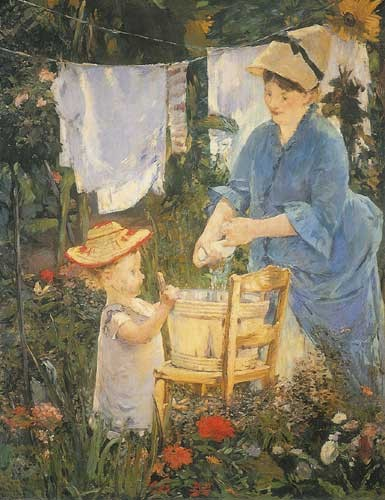
Puis il est rincé dans le baquet, avant d'être suspendu pour le séchage.

Après le nettoyage en lessiveuse, il est souvent nécessaire de frotter le linge avec une brosse et du savon pour retirer les dernières taches du linge ou nettoyer les endroits les plus souillés, comme les couches d'enfant. Puis le linge est rincé pour en retirer le savon. Il pourra ensuite être étendu au soleil pour sécher.

## Intérêts
- Le nouvel instrument est plus léger et moins encombrant que le lourd cuvier de bois. Il fait circuler l'eau bouillante par la simple ébullition. L'ancien coulage du cuvier se fait désormais tout seul. Cela libère la femme de l'époque d'une longue et fastidieuse tâche de coulage du linge et de la corvée de buée[9]. L'expression faire bouillir le linge vient de l'usage des lessiveuses[6].  Mais c'est bien l'eau lessivielle qui bout et non le linge, car celui-ci isolé du fond par le plateau perforé ne bout pas.
- L'eau bouillante stérilise le linge, ce qui représente une hygiène élevée[3]. De fait, la lessiveuse arrive à point nommé, à l'époque où la santé publique devient un des chantiers du relèvement de la France après la défaite de la guerre de 1870. Faire bouillir, c’est désinfecter au moment où Pasteur consacre son œuvre aux maladies infectieuses, et où Koch est à la veille de découvrir le bacille de la tuberculose (1882)[6].
- Le lessivage se trouve facilité, le rythme des lessives devient plus fréquent, d'abord mensuel puis hebdomadaire[9]. On évite aussi de mêler son linge à celui des autres comme c'était le cas au lavoir : désormais, on lave son linge sale en famille[6].

## Inconvénients
- Tous les tissus ne supportent pas un tel traitement thermique.
- Le blanc est mis à bouillir, mais le linge de couleurs (pantalons, vestes, bas, chaussettes) est lavé et brossé séparément sans être mis à bouillir[8].

## Faits divers
La lessiveuse d'Arreau ou lessiveuse de la mort fut une affaire criminelle célèbre en 1953.